# Blåbukig bergstjärna
Blåbukig bergstjärna (Oreotrochilus leucopleurus) är en fågel i familjen kolibrier.

## Utbredning och systematik
Fågeln förekommer i Anderna från södra Bolivia till södra Argentina och södra delarna av centrala Chile (Bio-Bio regionen). Den behandlas som monotypisk, det vill säga att den inte delas in i några underarter.

## Status
IUCN kategoriserar arten som livskraftig.